# Рокуолл (Техас)
Рокуолл (англ. Rockwall) — город в США, расположенный в северо-восточной части штата Техас, административный центр одноимённого округа. По данным переписи за 2010 год число жителей составляло 37 490 человек, по оценке Бюро переписи США в 2016 году в городе проживало 43 586 человек.

## История
Первыми поселенцами в конце 1840-х годов стала семья Бойдстан. Постепенно число поселенцев росло, в 1852 году в регионе была открыта баптистская церковь. Через два года Элайджа Элгин пожертвовал землю для строительства города. Поселение Рокуолл было основано 17 апреля 1854 года, в том же году было открыто почтовое отделение. Название произошло от каменной стены, обнаруженной под городом. В 1873 году легислатура Техаса выделила часть округа Кауфман в отдельный округ и Рокуолл стал административным центром нового образования.
В 1874 году город получил устав, началось формирование органов местного управления. В 1886 году к городу провели железную дорогу Missouri, Kansas and Texas, Рокуолл стал крупным транспортировочным центром. К 1890 году в городе числилось до 1000 человек населения, работало три церкви, школа, порядка десяти предприятий, в том числе газета Rockwell Success. В 1893 году в Рокуолле открылся колледж Уэллса. С 1970-х годов начался стабильный рост города, вызванный доступностью близлежащего Далласа. Позже город стал известен как «свадебная мекка» в виду лёгкости заключения брака в Рокуолле.

## География
Рокуолл находится в центральной части округа, его координаты: 32°55′09″ с. ш. 96°26′17″ з. д..
Согласно данным бюро переписи США, площадь города составляет около 73,1 км2, из которых 71,7 км2 занято сушей, а 1,4 км2 — водная поверхность.

### Климат
Согласно классификации климатов Кёппена, в Рокуолле преобладает влажный субтропический климат (Cfa).
| Показатель                                 | Янв.  | Фев.  | Март  | Апр. | Май  | Июнь | Июль | Авг. | Сен. | Окт. | Нояб. | Дек.  | Год  |
| ------------------------------------------ | ----- | ----- | ----- | ---- | ---- | ---- | ---- | ---- | ---- | ---- | ----- | ----- | ---- |
| Абсолютный максимум, °C                    | 28,9  | 35,6  | 35    | 36,1 | 37,2 | 41,1 | 42,8 | 42,2 | 43,9 | 37,8 | 32,8  | 30,6  |      |
| Средний суточный максимум, °C              | 12    | 15    | 19    | 24   | 28   | 32   | 34   | 34   | 31   | 26   | 18    | 13    |      |
| Средняя температура, °C                    | 8,1   | 10,5  | 14,1  | 18,3 | 22,2 | 25   | 26,6 | 26,4 | 23,8 | 18,9 | 12,9  | 8,8   | 17,9 |
| Средний суточный минимум, °C               | −1    | 2     | 6     | 11   | 16   | 19   | 22   | 22   | 18   | 12   | 6     | 1     |      |
| Абсолютный минимум, °C                     | −16,1 | −13,9 | −11,1 | −2,2 | 3,9  | 9,4  | 14,4 | 12,2 | 2,2  | −3,3 | −10   | −19,4 |      |
| Норма осадков, мм                          | 57    | 71    | 89    | 104  | 128  | 87   | 59   | 52   | 78   | 100  | 75    | 72    | 973  |
| Источник: weatherbase.com, intellicast.com |       |       |       |      |      |      |      |      |      |      |       |       |      |

## Население
Согласно переписи населения 2010 года в городе проживало 37 490 человек, было 13 212 домохозяйств и 10 109 семей. Расовый состав города: 82,4 % — белые, 5,9 % — афроамериканцы, 0,6 % — 
коренные жители США, 3 % — азиаты, 0,1 % (25 человек) — жители Гавайев или Океании, 5,7 % — другие расы, 2,2 % — две и более расы. Число испаноязычных жителей любых рас составило 16,6 %.
Из 13 212 домохозяйств, в 43,5 % живут дети младше 18 лет. 62,8 % домохозяйств представляли собой совместно проживающие супружеские пары (32,1 % с детьми младше 18 лет), в 10 % домохозяйств женщины проживали без мужей, в 3,7 % 
домохозяйств мужчины проживали без жён, 23,5 % домохозяйств не являлись семьями. В 20 % домохозяйств проживал только один человек, 7,1 % составляли одинокие пожилые люди (старше 65 лет). Средний размер домохозяйства составлял 2,81 человека. Средний размер семьи — 3,26 человека.
Население города по возрастному диапазону распределилось следующим образом: 31,6 % — жители младше 20 лет, 24,4 % находятся в возрасте от 20 до 39, 33,3 % — от 40 до 64, 10,5 % — 65 лет и старше. Средний возраст составляет 36,4 года.
Согласно данным опросов пяти лет с 2012 по 2016 годы, медианный доход домохозяйства в Рокуолле составляет 89 173 доллара США в год, медианный доход семьи — 103 924 доллара. Доход на душу населения в городе составляет 37 931 доллар. Около 5,4 % семей и 6,9 % населения находятся за чертой бедности. В том числе 8,1 % в возрасте до 18 лет и 2,4 % старше 65 лет.

## Местное управление
Управление городом осуществляется мэром и городским советом, состоящим из 6 человек. Один из членов совета выбирается заместителем мэра.
Другими важными должностями, на которые происходит наём сотрудников, являются:
- Сити-менеджер и его помощники
- Директор административных услуг
- Шеф полиции
- Шеф пожарной службы
- Директор зон и планирования
- Директор общественных работ
- Директор внутренних операций

## Инфраструктура и транспорт
Основными автомагистралями, проходящими через Рокуолл, являются:
- межштатная автомагистраль I-30 США идёт с северо-востока от Гринвилла на юго-запад к Далласу.
- автомагистраль 67 США совпадает с автомагистралью I-30 на участке от Гринвилла к Далласу.
- автомагистраль 205 штата Техас идёт с севера от пересечения с автомагистралью 78 штата Техас на юго-восток к пересечению с автомагистралью 80 США.
- автомагистраль 276 штата Техас начинается в Рокуолле и идёт на восток к городу Эмори.

В городе располагаются муниципальный аэропорт Рокуолла/Ральфа Холла и аэропорт Филлипс-Флаин-Ранч. Аэропорт Рокуолла/Ральфа Холла, носящий имя члена Палаты представителей США от Техаса Ральфа Холла (1923—2019), располагает одной взлётно-посадочной полосой длиной 1028 метров. Аэропорт Филлипс-Флаин-Ранч располагает одной взлётно-посадочной полосой длиной 1019 метров. Ближайшим аэропортом, выполняющим коммерческие рейсы, является Даллас/Лав-Филд. Аэропорт находится примерно в 50 километрах к западу от Рокуолла.

## Образование
Город обслуживается независимым школьным округом Рокуолл.
В Рокуолле располагается центр высшего образования, являющийся филиалом общественного колледжа Коллин. В центре проводит занятия и Техасский университет A&M. У университета также есть кампус в технологическом парке Рокуолла.

## Экономика

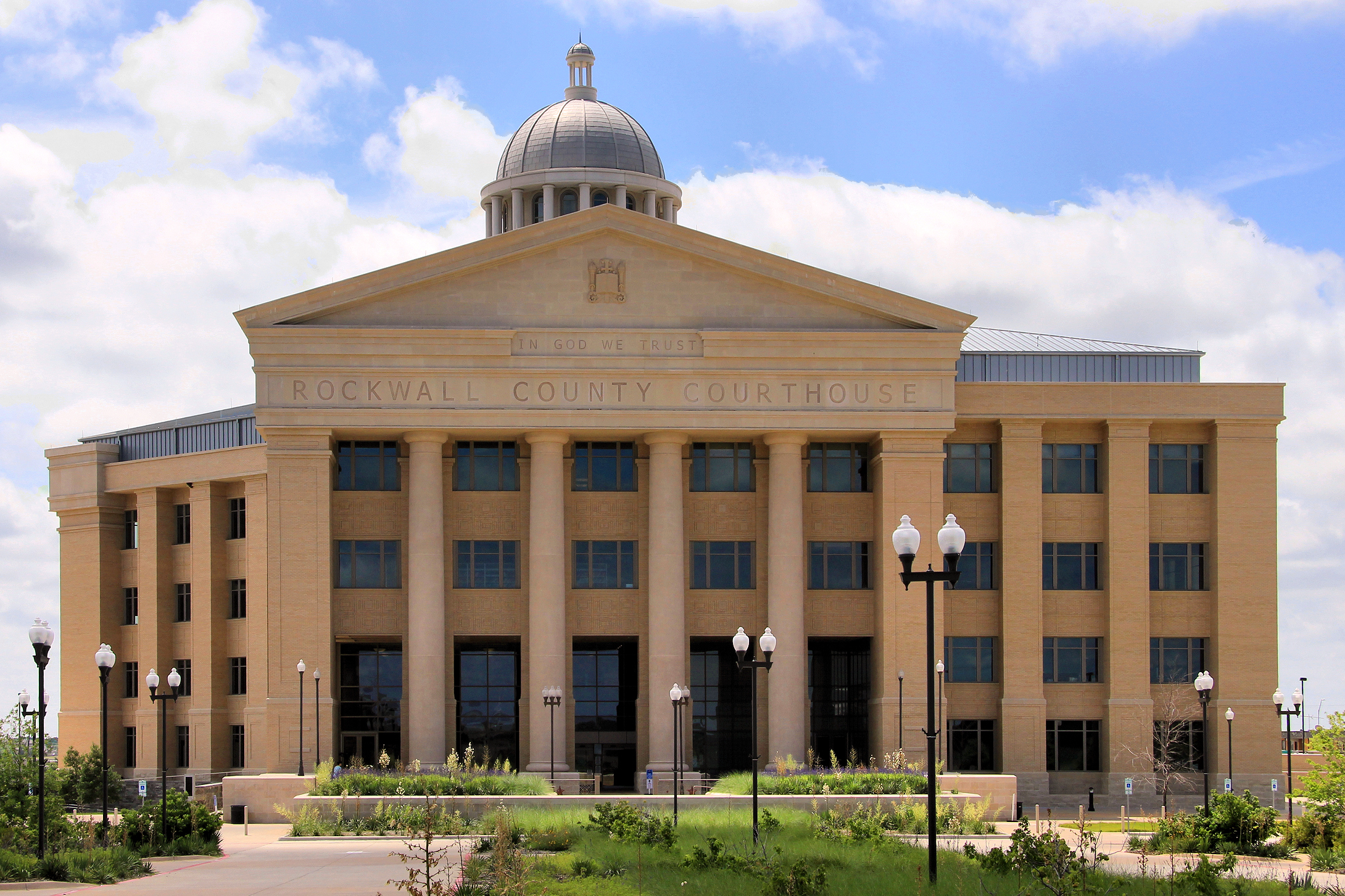
Здание суда округа Рокуолл

Согласно финансовому аудиту за 2015-2016 финансовый год, Рокуолл владел активами на $346,06 млн, долговые обязательства города составляли $163,24 млн. Доходы города составили $72,84 млн, расходы города — $63,86 млн.
Основными работодателями в городе являются:
| Работодатель                         | Число работников |
| ------------------------------------ | ---------------- |
| Независимый школьный округ Рокуолл   | 1872             |
| Гостпиталь Texas Health Presbyterian | 600              |
| Texas Star Express                   | 484              |
| Walmart                              | 450              |
| Округ Рокуолл                        | 315              |
| Город Рокуолл                        | 277              |
| Special Products                     | 168              |
| L-3 Communications                   | 150              |
| Home Depot                           | 140              |
| Bimbo Bakeries                       | 134              |